# Torreorgaz
Torreorgaz település Spanyolországban, Cáceres tartományban. Torreorgaz Cáceres községgel határos. Lakosainak száma 1676 fő (2024).

## Népesség
A település népessége az elmúlt években az alábbi módon változott:
| Lakosok száma | 1665 | 1672 | 1728 | 1764 | 1773 | 1710 | 1678 | 1676 | 1675 | 1676 |
|               | 2001 | 2004 | 2006 | 2009 | 2011 | 2014 | 2016 | 2019 | 2021 | 2024 |